# Yo-Yo Ma-diszkográfia
Yo-Yo Ma diszkográfiája

## Albumok
2005:
- Yo-Yo Ma Plays Ennio Morricone

2004: 
- The Dvořák Album
- Vivaldi's Cello
- Obrigado Brazil Live

2003:
- Paris – La Belle Époque
- Master and Commander: Original Motion Picture Soundtrack

2002:
- Naqoyqatsi: Original Motion Picture Souindtrack
- Yo-Yo Ma Plays the Music of John Williams
- Silk Road Journeys – When Strangers Meet

2001:
- Classic Yo-Yo
- Classical Hits
- Heartland: An Appalachian Anthology

2000:
- Inspired by Bach, Volume 2 (DVD)
- Inspired by Bach, Volume 3 (DVD)
- Crouching Tiger, Hidden Dragon
- Inspired by Bach, Volume 1 (DVD)
- Corigliano: Phantasmagoria (The Fantasy Album)
- Simply Baroque II
- Appalachian Journey Live in Concert (VHS and DVD)
- Appalachian Journey
- Dvorak: Piano Quartet No.2, Sonatina in G, Romantic Pieces

1999:
- John Williams Greatest Hits 1969-1999
- My First 79 Years
- Solo
- Brahms: Piano Concerto No.2, Cello Sonata Op.78
- Lulie the Iceberg
- Songs and Dances
- Franz Joseph Haydn
- Simply Baroque

1998:
- Tavener: The Protecting Veil
- Korngold/ Schmidt: Music for Strings and Piano Left Hand
- Inspired by Bach: "Falling Down Stairs" – Cello Suite No.3
- Inspired by Bach
- Inspired by Bach: "Struggle For Hope" – Cello Suite No.5
- Inspired by Bach: "The Music Garden" – Cello Suite No.1
- Inspired by Bach: "Sarabande" – Cello Suite No.4
- Inspired by Bach: "The Sound of the Carceri" – Cello Suite No.2
- Inspired by Bach: "Six Gestures" – Cello Suite No.6

1997:
- Soul of the Tango
- Liberty!
- The Tango Lesson
- Seven Years in Tibet
- Symphony 1997
- Mozart: The Piano Quartets
- From Ordinary Things

1996:
- Premieres: Cello Concertos by Danielpour, Kirchner and Rouse
- Schubert and Boccherini String Quintets
- Lieberson: King Gesar
- Appalachia Waltz
- Schubert: Trout Quintet; Arpeggione Sonata

1995:
- Concertos from the New World
- Greatest Hits: Saint-Saëns
- Tackling the Monster: Marsalis on Practice (VHS)
- Brahms, Beethoven, Mozart: Clarinet Trios

1994:
- Immortal Beloved
- Chopin: Chamber Music
- The New York Album
- Greatest Hits: Gershwin
- Greatest Hits: Tchaikovsky
- Beethoven, Schumann: Piano Quartets
- Dvorak In Prague: A Celebration

1993:
- Made in America
- Yo-Yo Ma at Tanglewood (VHS)
- Faure: Piano Quartets

1992:
- Brahms: Cello Sonatas
- Hush
- Prokofiev: Sinfonia Concertante; Tchaikovsky: Rococo Variations; Andante Cantabile
- Brahms: Sextets; more
- Saint-Saëns: Organ Symphony; Bacchanale; Marche Militaire; Carnaval des animaux; Danse macabre

1991:
- Rachmaninoff, Prokofiev: Cello Sonatas
- Brahms: Double Concerto; Berg: Chamber Concerto
- Saint-Saens: Cello Concerto No.1; Piano Concerto No.2; Violin Concerto No.3

1990:
- Brahms: The Piano Quartets
- A Cocktail Party
- Mozart: Serenade, K.361; Sonata for Bassoon and Cello, K.292
- Strauss: Don Quixote; Die Liebe der Danae

1989:
- Great Cello Concertos: Dvorak, Elgar, Haydn, Saint-Saens, Schumann
- Strauss, Britten: Cello Sonatas
- Shostakovich: Quartet No.15; Gubaidulina: Rejoice
- The Japanese Album
- Portrait of Yo-Yo Ma
- Shostakovich: Symphony No.5; Cello Concerto
- Barber: Cello Concerto; Britten: Symphony for Cello andamp; Orchestra

1988:
- Shostakovich: Piano Trio No.2; Cello Sonata
- Dvorak: Piano Trios
- Schumann: Cello Concerto; Adagio and Allegro; Fantasiestucke; more
- Brahms: Double Concerto; Piano Quartet No.3

1987:
- Beethoven: Complete Cello Sonatas
- Boccherini: Cello Concerto; J.C. Bach: Sinfionia Concertante
- Mozart: Adagio and Fugue in C Minor; Schubert: String Quartet No.15

1986:
- Haydn: Cello Concertos
- Beethoven: Cello Sonata No.4; Variations
- Strauss: Don Quixote; Schoenberg: Cello Concerto
- Dvorak: Cello Concerto; Silent Woods; Rondo

1985:
- Mozart: Divertimento, K.563
- Elgar, Walton: Cello Concertos
- Japanese Melodies
- Bach: Unaccompanied Cello Suites
- Schubert: Quintet in C Major

1984:
- Haydn: Three Favorite Concertos – Cello, Violin and Trumpet Concertos
- Bach: Sonatas for Viola da Gamba and Harpsichord
- Beethoven: Cello Sonatas Nos.3 and 5
- Bolling: Suite for Cello and Jazz Piano Trio
- Shostakovich, Kabalevsky: Cello Concertos

1983:
- Beethoven: Cello Sonatas, Op.5, Nos.1 & 2
- Saint-Saens, Lalo: Cello Concertos
- Kreisler, Paganini: Works

## Külső hivatkozás
- Official site